# Didier Reynders
Didier J.L. Reynders (Luik, 6 augustus 1958) is een voormalig Belgisch politicus van de Mouvement Réformateur (MR). Tussen 1999 en 2019 was hij 20 jaar lang onafgebroken minister in de Belgische federale regering en van 2019 tot 2024 was hij Eurocommissaris voor justitie. 

## Biografie

### Opleiding en vroege carrière
Reynders werd geboren in Luik als jongste van drie kinderen. Hij studeerde rechten aan de Universiteit van Luik en werd in 1988 professor Publieke Economie aan deze universiteit, waar hij ook assistent was aan de faculteit rechten. Nadat hij van 1981 tot 1985 werkzaam was als advocaat, werd hij in 1985 directeur-generaal op het departement lokale overheden van het Waals Gewest, een mandaat dat hij behield tot in 1988.
Van 1986 tot 1991 was hij voorzitter van de raad van bestuur van de NMBS en van 1987 tot 1988 was hij kabinetschef van toenmalig minister van Justitie Jean Gol. Daarna was hij van 1991 tot januari 1993 voorzitter van de Nationale Maatschappij der Luchtwegen. In 1995 werd hij voorzitter van spoorwegtoeleverancier ITB.

### Federaal minister
Zijn politieke carrière begon toen hij voor de PRL in oktober 1988 werd verkozen tot gemeenteraadslid van Luik, een mandaat dat hij bleef behouden tot in 2012. Van 1991 tot 1992 was hij tevens provincieraadslid van de provincie Luik. In januari 1993 werd hij lid van de Kamer van volksvertegenwoordigers en was er van 1995 tot 1999 de voorzitter van de PRL-fractie. In 1999 werd hij federaal minister van Financiën in de regering-Verhofstadt I. Hij bleef minister van Financiën tot in 2011 en combineerde dit van 2007 tot 2011 met de ministerpost Institutionele Hervormingen. Van 1992 tot 2004 was hij eveneens ondervoorzitter van de PRL en later van de MR.
Toen Louis Michel in 2004 naar de Europese Commissie vertrok, volgde Reynders hem op als vicepremier, een mandaat dat hij vijftien jaar uitoefende. In datzelfde jaar werd Reynders ook partijvoorzitter van de MR. Vanaf 2009 begonnen er binnen zijn partij echter spanningen te ontstaan omdat Reynders het partijvoorzitterschap met het mandaat van vicepremier combineerde en sommigen het daar niet mee eens waren. Uiteindelijk nam hij in 2011 ontslag als partijvoorzitter, waarna Charles Michel verkozen werd tot de nieuwe partijvoorzitter.
In 2007 leidde Reynders zijn partij naar de overwinning bij de federale verkiezingen. Hij kreeg 102.762 voorkeurstemmen, waarna hij werd aangesteld als informateur. Hij hield daarbij verkennende gesprekken met meer dan 400 personaliteiten uit de Belgische politieke, sociale en economische sector, wat resulteerde in een lijvig rapport aan koning Albert II. Na zijn informatieopdracht werd Jean-Luc Dehaene belast met verdere informatieve opdrachten, teneinde een nieuwe regering op de been te brengen. In de communautair woelige jaren die volgden, bleef Reynders vicepremier en minister van Financiën, in de regeringen van Verhofstadt (Verhofstadt III), Yves Leterme (Leterme I en Leterme II) en Herman Van Rompuy (Van Rompuy).
Na de vervroegde federale verkiezingen van 2010 en een formatie van 541 dagen, volgde Reynders in december 2011 Steven Vanackere op als minister van Buitenlandse Zaken. Ook kreeg hij de bevoegdheden Buitenlandse Handel en Europese Zaken. In de regering-Michel I, die werd gevormd na de verkiezingen van 2014, behield hij die functie, ditmaal samen met de bevoegdheden Europese Zaken, Beliris en de Federale Culturele Instellingen. Na de val van de regering-Michel I op 9 december 2018 en het vertrek van de N-VA-regeringsleden, werd hij in de regering-Michel II eveneens minister van Defensie.

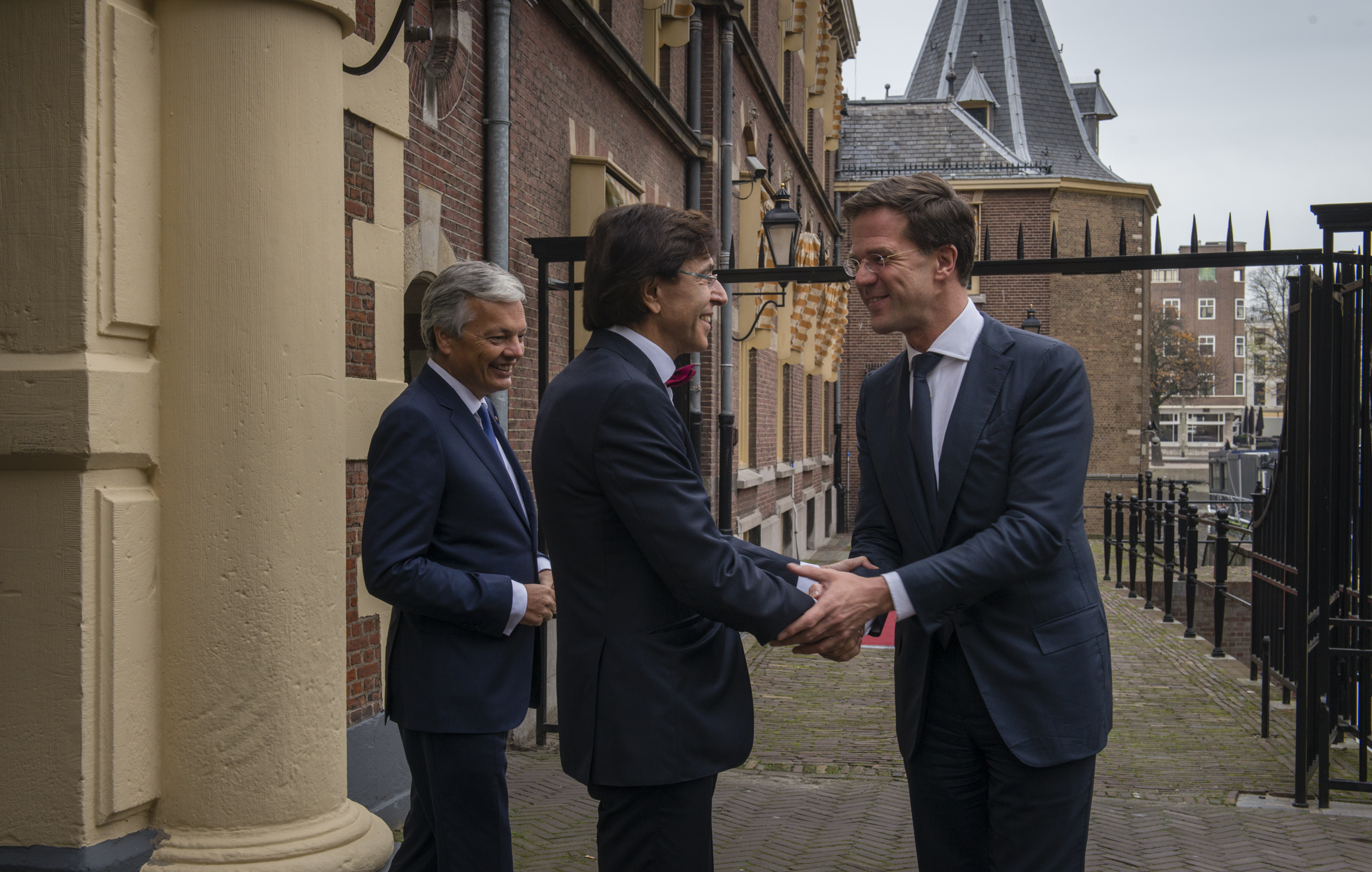
Didier Reynders en Elio Di Rupo worden ontvangen door de Nederlandse eerste minister Mark Rutte. Den Haag, 7 november 2013.

In 2014 was hij kandidaat om lid te worden van de Europese Commissie, maar die functie ging uiteindelijk naar Marianne Thyssen van CD&V. In ruil wist de MR van Reynders het premierschap te behalen, dat ging naar Charles Michel.
In februari 2012 verliet Reynders de stad Luik en verhuisde naar het Brussels Hoofdstedelijk Gewest, meer bepaald naar de gemeente Ukkel. In november 2012 werd hij bij de gemeenteraadsverkiezingen verkozen tot gemeenteraadslid van de gemeente, wat hij bleef tot in 2018. Van 2013 tot 2019 was hij ook voorzitter van de Brusselse MR-afdeling.
Bij de federale parlementsverkiezingen van 2019 werd hij als Brussels lijsttrekker herkozen in de Kamer van volksvertegenwoordigers. In de week na de verkiezingen werden hij en minister van staat Johan Vande Lanotte (sp.a) door koning Filip gevraagd om bij de formatie van een nieuwe federale regering een rol als informateur op te nemen. Het duo aanvaardde en kreeg als opdracht te zoeken naar de uitdagingen, mogelijkheden en voorwaarden voor het vormen van een nieuwe regering, waarvan werd verwacht dat het door de verkiezingsuitslag moeilijk zou verlopen. Op 7 oktober 2019 liep hun opdracht af.
Begin 2019 kondigde hij aan zich kandidaat te stellen voor de functie van secretaris-generaal voor de Raad van Europa. Uiteindelijk werd echter zijn Kroatische tegenstreefster Marija Pejčinović Burić in juni 2019 gekozen voor de functie.

### Europees commissaris

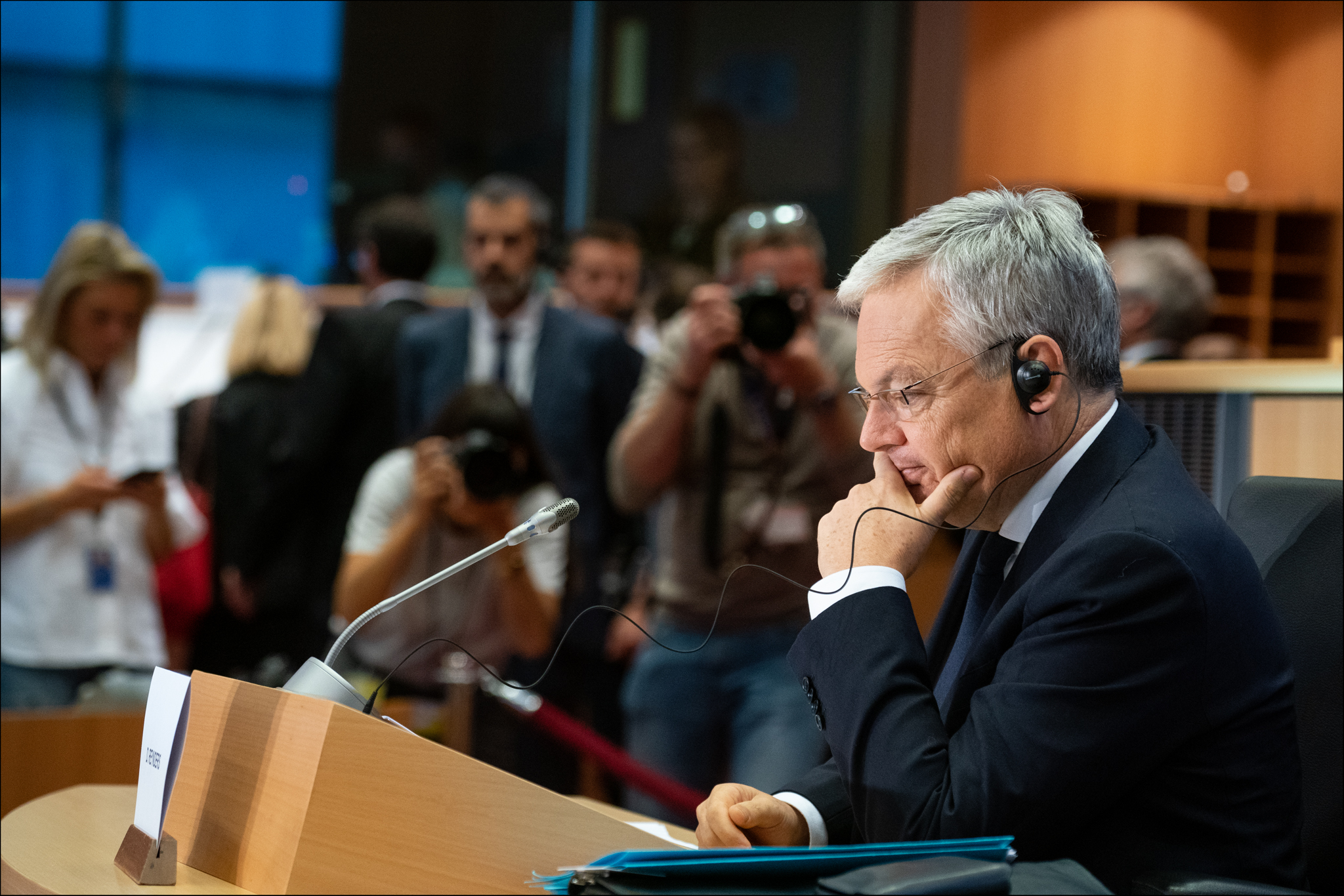
Didier Reynders tijdens de hoorzitting in het Europees Parlement in het kader van zijn benoeming tot Europees commissaris. Brussel, 2 oktober 2019.

Op 24 augustus 2019 werd Reynders door de federale regering voorgedragen als Europees commissaris in de Commissie-Von der Leyen. Die voordracht werd gecontesteerd, omdat ze werd genomen door een regering van lopende zaken, die bovendien geen parlementaire meerderheid meer heeft en dat parlement niet op voorhand bevroeg. Op de Partij van de Arbeid na, vond geen enkele partij het nuttig om hierover nadien alsnog te stemmen in het parlement. Het Vlaams Belang leidde tegen de nominatie wel een procedure in bij de Raad van State. Volgens het Belang is het bovendien ongehoord dat twee Europese topjobs in "francofone liberale handen komen" gezien ook premier Charles Michel voorzitter wordt  van de Europese Raad. Op 10 september raakte bekend dat Reynders de bevoegdheid Justitie kreeg. Op 30 november 2019, een dag voor zijn officiële aanstelling als Europees Commissaris, nam hij ontslag als vicepremier en minister van Buitenlandse Zaken, Europese Zaken, Defensie, Beliris en de Federale Culturele Instellingen. Ook nam hij ontslag als Kamerlid.
In september 2023 nam hij de bevoegdheden over Mededinging over van de Deense Margrethe Vestager, die ontslag nam om zich kandidaat te kunnen stellen voor het voorzitterschap van de EIB. De overname is tijdelijk, voor de duur van de kandidatuur van Vestager.
In april 2024 nam hij onbetaald verlof voor een nieuwe poging om secretaris-generaal van de Raad van Europa te worden. Net als in 2019 lukte het hem niet om dit te worden, die eer ging naar Alain Berset. Reynders werd derde bij de verkiezing, die in juni 2024 plaatsvond. Reynders deed vervolgens zijn termijn als Europees Commissaris uit, die op 30 november 2024 afliep. Na dat mandaat verliet hij de actieve politiek en verlengde hij zijn MR-lidmaatschap niet meer.